# Luis Oliva
Luis Oliva, född 21 juni 1908, död 30 juni 2009, var en argentinsk friidrottare. Han deltog vid olympiska sommarspelen 1932 och olympiska sommarspelen 1936.